# Simplasto
Il simplasto, o continuum simplastico, indica nei tessuti vegetali l'insieme dei protoplasti delle cellule, che sono in continuità le une con le altre per mezzo di ponti citoplasmatici detti plasmodesmi. Al simplasto si contrappone l'apoplasto. Grazie alle particolari proprietà dei plasmodesmi, che si pensa possano addirittura chiudersi del tutto e riaprirsi, un tessuto può essere suddiviso in campi simplastici che non solo funzionalmente si comportano come una singola cellula ma sono una singola cellula. Tali campi simplastici si formano e si modificano continuamente in ogni tessuto, ergo una eventuale identificazione di una delle poche enormi cellule di una pianta varrebbe solo per un brevissimo periodo temporale. 